# Élections législatives de 1967 dans l'Isère
Les élections législatives françaises de 1967 se déroulent les 5 et 12 mars 1967.  Dans le département de l'Isère, sept députés sont à élire dans le cadre de sept circonscriptions.

## Élus
| Circonscription | Député sortant                                    | Parti | Parti   | Député élu ou réélu  | Parti | Parti       |
| --------------- | ------------------------------------------------- | ----- | ------- | -------------------- | ----- | ----------- |
| 1re             | Aimé Paquet                                       |       | RI      | Aimé Paquet          |       | RI          |
| 2e              | Jean Vanier                                       |       | UNR-UDT | Pierre Mendès France |       | PSU         |
| 3e              | André Gauthier                                    |       | Radsoc  | Louis Maisonnat      |       | PCF         |
| 4e              | Alban Fagot                                       |       | UNR-UDT | Raymond Tézier       |       | FGDS (SFIO) |
| 5e              | Noël Chapuis                                      |       | Modérés | Louis Mermaz         |       | FGDS (CIR)  |
| 6e              | Jean Bernard                                      |       | MRP     | Roger Coste          |       | PCF         |
| 7e              | Maurice Cattin-Bazin suppléant de François Perrin |       | RI      | Maurice Cattin-Bazin |       | RI          |

## Résultats

### Résultats à l'échelle du département
| Parti          | Parti                                           | Premier tour | Premier tour | Second tour | Second tour | Sièges |
| Parti          | Parti                                           | Voix         | %            | Voix        | %           | Sièges |
| -------------- | ----------------------------------------------- | ------------ | ------------ | ----------- | ----------- | ------ |
|                | Union des démocrates pour la Ve République      | 71 520       | 21,49        | 91 160      | 31,22       | 0      |
|                | Républicains indépendants                       | 60 667       | 18,23        | 47 061      | 16,12       | 2      |
|                | Modérés                                         | 3 151        | 0,95         |             |             | 0      |
|                | Union des républicains de progrès               | 135 338      | 40,66        | 138 221     | 47,34       | 2      |
|                |                                                 |              |              |             |             |        |
|                | Parti radical                                   | 22 134       | 6,65         | 25 735      | 8,81        | 0      |
|                | Convention des institutions républicaines       | 20 884       | 6,27         | 28 077      | 9,62        | 1      |
|                | Section française de l'Internationale ouvrière  | 9 772        | 2,94         | 21 193      | 7,26        | 1      |
|                | Fédération de la gauche démocrate et socialiste | 52 790       | 15,86        | 75 005      | 25,69       | 2      |
|                |                                                 |              |              |             |             |        |
|                | Parti communiste français                       | 80 214       | 24,10        | 44 597      | 15,27       | 2      |
|                | Parti socialiste unifié                         | 35 947       | 10,80        | 34 157      | 11,70       | 1      |
|                | Progrès et démocratie moderne                   | 22 138       | 6,65         | Retrait     | Retrait     | 0      |
|                | Extrême droite                                  | 4 063        | 1,22         |             |             | 0      |
|                | Socialistes indépendants                        | 1 382        | 0,42         | 0           |             |        |
|                | Centre républicain                              | 1 000        | 0,30         | 0           |             |        |
|                |                                                 |              |              |             |             |        |
| Inscrits       | Inscrits                                        | 440 243      | 100,00       | 382 782     | 100,00      | 7      |
| Abstentions    | Abstentions                                     | 100 792      | 22,89        | 83 221      | 21,74       |        |
| Votants        | Votants                                         | 339 451      | 77,11        | 299 561     | 78,26       |        |
| Blancs et nuls | Blancs et nuls                                  | 6 579        | 1,94         | 7 581       | 2,53        |        |
| Exprimés       | Exprimés                                        | 332 872      | 98,06        | 291 980     | 97,47       |        |

### Résultats par circonscription

#### Première circonscription (Grenoble-Est)
|                | Aimé Paquet sortant réélu | RI             | 23 251 | 51,6   |  |  |  |
|                | Daniel Hollard            | PSU            | 11 049 | 24,52  |  |  |  |
|                | Roland Anselmet           | PCF            | 10 763 | 23,88  |  |  |  |
|                |                           |                |        |        |  |  |  |
| Inscrits       | Inscrits                  | Inscrits       | 57 429 | 100,00 |  |  |  |
| Abstentions    | Abstentions               | Abstentions    | 11 228 | 19,55  |  |  |  |
| Votants        | Votants                   | Votants        | 46 201 | 80,45  |  |  |  |
| Blancs et nuls | Blancs et nuls            | Blancs et nuls | 1 138  | 2,46   |  |  |  |
| Exprimés       | Exprimés                  | Exprimés       | 45 063 | 97,54  |  |  |  |

#### Deuxième circonscription (Grenoble-Sud)
| Candidat       | Candidat                 | Parti          | Premier tour | Premier tour | Second tour | Second tour |  |
| Candidat       | Candidat                 | Parti          | Voix         | %            | Voix        | %           |  |
| -------------- | ------------------------ | -------------- | ------------ | ------------ | ----------- | ----------- |  |
|                | Jean Vanier sortant      | UD-Ve          | 24 108       | 38,01        | 28 879      | 45,81       |  |
|                | Pierre Mendès France élu | PSU            | 21 518       | 33,92        | 34 157      | 54,19       |  |
|                | Jean Giard               | PCF            | 13 113       | 20,67        | Retrait     | Retrait     |  |
|                | Maurice Lançon           | ARLP           | 3 161        | 4,98         |             |             |  |
|                | Louis Abric              | Modérés        | 1 531        | 2,41         |             |             |  |
|                |                          |                |              |              |             |             |  |
| Inscrits       | Inscrits                 | Inscrits       | 83 896       | 100,00       | 83 896      | 100,00      |  |
| Abstentions    | Abstentions              | Abstentions    | 19 346       | 23,06        | 19 092      | 22,76       |  |
| Votants        | Votants                  | Votants        | 64 550       | 76,94        | 64 804      | 77,24       |  |
| Blancs et nuls | Blancs et nuls           | Blancs et nuls | 1 119        | 1,73         | 1 768       | 2,73        |  |
| Exprimés       | Exprimés                 | Exprimés       | 63 431       | 98,27        | 63 036      | 97,27       |  |

#### Troisième circonscription (Vizille)
| Candidat       | Candidat               | Parti          | Premier tour | Premier tour | Second tour | Second tour |  |
| Candidat       | Candidat               | Parti          | Voix         | %            | Voix        | %           |  |
| -------------- | ---------------------- | -------------- | ------------ | ------------ | ----------- | ----------- |  |
|                | Louis Maisonnat élu    | PCF            | 15 169       | 34,5         | 23 788      | 54,45       |  |
|                | Philippe Atger         | UD-Ve          | 13 106       | 29,81        | 19 900      | 45,55       |  |
|                | André Gauthier sortant | FGDS (Radical) | 10 927       | 24,85        | Retrait     | Retrait     |  |
|                | André Grand            | PSU            | 3 380        | 7,69         | Retrait     | Retrait     |  |
|                | Michel Dupont-Ferrier  | Soc.ind.       | 1 382        | 3,14         |             |             |  |
|                |                        |                |              |              |             |             |  |
| Inscrits       | Inscrits               | Inscrits       | 58 523       | 100,00       | 58 532      | 100,00      |  |
| Abstentions    | Abstentions            | Abstentions    | 13 812       | 23,6         | 13 397      | 22,89       |  |
| Votants        | Votants                | Votants        | 44 711       | 76,4         | 45 135      | 77,11       |  |
| Blancs et nuls | Blancs et nuls         | Blancs et nuls | 747          | 1,67         | 1 447       | 3,21        |  |
| Exprimés       | Exprimés               | Exprimés       | 43 964       | 98,33        | 43 688      | 96,79       |  |

#### Quatrième circonscription (Grenoble-Nord)
| Candidat       | Candidat            | Parti          | Premier tour | Premier tour | Second tour | Second tour |  |
| Candidat       | Candidat            | Parti          | Voix         | %            | Voix        | %           |  |
| -------------- | ------------------- | -------------- | ------------ | ------------ | ----------- | ----------- |  |
|                | Alban Fagot sortant | UD-Ve          | 15 440       | 37,82        | 20 117      | 48,7        |  |
|                | Raymond Tézier élu  | FGDS (SFIO)    | 9 772        | 23,93        | 21 193      | 51,3        |  |
|                | Raymond Perinetti   | PCF            | 8 727        | 21,37        | Retrait     | Retrait     |  |
|                | Paul Bossan         | CD (PDM)       | 5 988        | 14,67        | Retrait     | Retrait     |  |
|                | Blaise Herrera      | Extrême droite | 902          | 2,21         |             |             |  |
|                |                     |                |              |              |             |             |  |
| Inscrits       | Inscrits            | Inscrits       | 54 878       | 100,00       | 54 878      | 100,00      |  |
| Abstentions    | Abstentions         | Abstentions    | 13 306       | 24,25        | 12 616      | 22,99       |  |
| Votants        | Votants             | Votants        | 41 572       | 75,75        | 42 262      | 77,01       |  |
| Blancs et nuls | Blancs et nuls      | Blancs et nuls | 743          | 1,79         | 952         | 2,25        |  |
| Exprimés       | Exprimés            | Exprimés       | 40 829       | 98,21        | 41 310      | 97,75       |  |

#### Cinquième circonscription (Vienne-Nord)
| Candidat       | Candidat             | Parti          | Premier tour | Premier tour | Second tour | Second tour |  |
| Candidat       | Candidat             | Parti          | Voix         | %            | Voix        | %           |  |
| -------------- | -------------------- | -------------- | ------------ | ------------ | ----------- | ----------- |  |
|                | Noël Chapuis sortant | UD-Ve          | 18 866       | 38,31        | 22 264      | 44,23       |  |
|                | Louis Mermaz élu     | FGDS (CIR)     | 16 062       | 32,61        | 28 077      | 55,77       |  |
|                | Maurice Maron        | PCF            | 8 876        | 18,02        | Retrait     | Retrait     |  |
|                | Alain Vial           | CD (PDM)       | 5 446        | 11,06        |             |             |  |
|                |                      |                |              |              |             |             |  |
| Inscrits       | Inscrits             | Inscrits       | 63 794       | 100,00       | 63 793      | 100,00      |  |
| Abstentions    | Abstentions          | Abstentions    | 13 449       | 21,08        | 12 344      | 19,35       |  |
| Votants        | Votants              | Votants        | 50 345       | 78,92        | 51 449      | 80,65       |  |
| Blancs et nuls | Blancs et nuls       | Blancs et nuls | 1 095        | 2,17         | 1 108       | 2,15        |  |
| Exprimés       | Exprimés             | Exprimés       | 49 250       | 97,83        | 50 341      | 97,85       |  |

#### Sixième circonscription (Vienne-Sud)
| Candidat       | Candidat        | Parti          | Premier tour | Premier tour | Second tour | Second tour |  |
| Candidat       | Candidat        | Parti          | Voix         | %            | Voix        | %           |  |
| -------------- | --------------- | -------------- | ------------ | ------------ | ----------- | ----------- |  |
|                | Jean Boyer      | RI             | 15 531       | 38,01        | 20 629      | 49,78       |  |
|                | Roger Coste élu | PCF            | 13 491       | 33,02        | 20 809      | 50,22       |  |
|                | Jean Guillon    | CD (PDM)       | 7 011        | 17,16        | Retrait     | Retrait     |  |
|                | Jean Lacharme   | FGDS (CIR)     | 4 822        | 11,8         |             |             |  |
|                |                 |                |              |              |             |             |  |
| Inscrits       | Inscrits        | Inscrits       | 53 716       | 100,00       | 53 697      | 100,00      |  |
| Abstentions    | Abstentions     | Abstentions    | 11 967       | 22,28        | 10 731      | 19,98       |  |
| Votants        | Votants         | Votants        | 41 749       | 77,72        | 42 966      | 80,02       |  |
| Blancs et nuls | Blancs et nuls  | Blancs et nuls | 894          | 2,14         | 1 528       | 3,56        |  |
| Exprimés       | Exprimés        | Exprimés       | 40 855       | 97,86        | 41 438      | 96,44       |  |

#### Septième circonscription (Bourgoin-Jallieu)
| Candidat       | Candidat                           | Parti          | Premier tour | Premier tour | Second tour | Second tour |  |
| Candidat       | Candidat                           | Parti          | Voix         | %            | Voix        | %           |  |
| -------------- | ---------------------------------- | -------------- | ------------ | ------------ | ----------- | ----------- |  |
|                | Maurice Cattin-Bazin sortant réélu | RI             | 21 885       | 44,23        | 26 432      | 50,67       |  |
|                | Pierre Oudot                       | FGDS (Radical) | 11 207       | 22,65        | 25 735      | 49,33       |  |
|                | Charly Bonin                       | PCF            | 10 075       | 20,36        | Retrait     | Retrait     |  |
|                | Lucien Cusin                       | CD (PDM)       | 3 693        | 7,46         |             |             |  |
|                | François Roche                     | Modérés        | 1 620        | 3,27         |             |             |  |
|                | André Grange                       | CR             | 1 000        | 2,02         |             |             |  |
|                |                                    |                |              |              |             |             |  |
| Inscrits       | Inscrits                           | Inscrits       | 68 007       | 100,00       | 67 986      | 100,00      |  |
| Abstentions    | Abstentions                        | Abstentions    | 17 684       | 26           | 15 041      | 22,12       |  |
| Votants        | Votants                            | Votants        | 50 323       | 74           | 52 945      | 77,88       |  |
| Blancs et nuls | Blancs et nuls                     | Blancs et nuls | 843          | 1,68         | 778         | 1,47        |  |
| Exprimés       | Exprimés                           | Exprimés       | 49 480       | 98,32        | 52 167      | 98,53       |  |